# FLOW THE MAX!!!
『FLOW THE MAX!!!』（フロウ・ザ・マックス！！！）は、日本のロックバンド、FLOWの8枚目のオリジナルアルバム。

## 概要
- 今作FLOW THE MAX!!!のタイトルはFLOW 10th Anniversary!!!のキャッチコピーから。
- 初回生産限定版にはDVD付き。
- FLOW初となる映画の主題歌、劇中歌が収録されている。

## 収録曲
1. HERO ～希望の歌～
ドラゴンボールZ 神と神　劇中歌
2. ブラックマーケット
3. 君自身BAND
4. ブレイブルー
5. Red Hot Riot
6. TOY MACHINE
7. Won't you stay
FCイベント爆音試聴会のイメージ映像ではKEIGO、GOT'S、IWASAKIでヲタ芸を披露している
8. UMBRELLA
9. On my way
全編英語詞でFLOWのことについて書かれている。とてもアップテンポな曲である。
10. 乾杯アワー
11. 休日 ～連休ver.～
ブレイブルーのカップリング曲の休日にレスポンスを加えたライブで盛り上がるver.
12. Celebration
13. NAME
14. CHA-LA HEAD-CHA-LA
ドラゴンボールZ 神と神　主題歌

## 初回特典
- DVD（後述）
- 初回生産限定ジャケット
- W購入者プレゼント応募ハガキ
  - A賞:収納 THE MAX!!! スペシャル仕様スリーブケース
  - B賞:描き下ろし！三位一体　出でよ神龍ジャケットデザインステッカー３種セット

## 初回特典DVD
- ブレイブルー (Music Video)
- HERO ～希望の歌～ (Music Video)
- CHA-LA HEAD-CHA-LA (Music Video)
- GO!!! (Live) 2012.4.14 「キューン20イヤーズ&デイズ」at LIQUID ROOM ebisu